# Jiří Zeman (lední hokejista)
Jiří Zeman (* 12. února 1982 Vsetín) je bývalý český profesionální hokejový obránce, který odehrál v české extralize bezmála 400 utkání, 341 utkání odehrál také v 1. lize. Svou extraligovou kariéru zahájil v roce 2000 v týmu HC Vagnerplast Kladno, v letech 2007–2011 hrál za HC Slovan Ústečtí Lvi. Od roku 2012 nastupoval za HC Verva Litvínov případně byl na hostování v druholigovém Slovanu, v Kladně nebo v HC Most, kde v ročníku 2015/2016 odehrál svůj poslední zápas.

## Hráčská kariéra
- 2000/2001 HC Vagnerplast Kladno
- 2001/2002 HC Berounští Medvědi
- 2002/2003 HC Vagnerplast Kladno
- 2003/2004 HC Rabat Kladno
- 2004/2005 HC Rabat Kladno
- 2005/2006 HC Rabat Kladno
- 2006/2007 HC Rabat Kladno
- 2007/2008 HC Slovan Ústečtí Lvi
- 2008/2009 HC Slovan Ústečtí Lvi
- 2009/2010 HC Slovan Ústečtí Lvi
- 2010/2011 HC Slovan Ústečtí Lvi
- 2011/2012 HC Slovan Ústečtí Lvi
- 2012/2013 HC Verva Litvínov
- 2013/2014 HC Verva Litvínov
- 2014/2015 HC Verva Litvínov
- 2015/2016 HC Most